# Квестор священного дворца
Квестор священного дворца (др.-греч. κοιαίστωρ (κυαίστωρ τοῦ ἱεροῦ παλατίου); лат. quaestor sacri palatii) — позднеримское и византийское должностное лицо, ответственное за разработку законов. 
В более поздней Византии обязанности квестора были изменены и он стал старшим судебным должностным лицом Константинополя. Должность квестора священного дворца была создана императором Константином I Великим со следующими обязанностями: разработка законов и ответ на петиции на имя императора. Хотя квестор работал в качестве главного юридического советника императора и, следовательно, мог оказывать большое влияние, его фактическое судебное право было ограничено. Таким образом, с 440 года он руководил судом в Константинополе совместно с префектом претория Востока, вместе с которым квестор разбирал заявки из провинций. По Notitia Dignitatum, квестор имел чин vir illustris и имел шестерых помощников (adiutores) из отделов sасrа scrinia. В середине VI века, по закону их количество было увеличено до 26 adiutores: 12 из scrinium memoriae и по семь от epistolarum scrinium и scrinium libellorum, хотя на практике эти цифры зачастую превышены. 
Пожалуй, наиболее заметным был квестор Трибониан, который внес большой вклад в римское право при Юстиниане I. Должность квестора священного дворца существовала в Италии даже после распада Западной Римской империи. Во время своих реформ, в 539 году Юстиниан I создал другую должность квестора, который получил в своё командование полицию и судебную власть в Константинополе, а также поручил надзор за иностранцами, приехавших в столицу империи. На рубеже IX века, квестор потерял большую часть своих обязанностей в отношении других должностных лиц. Тогда появилась должность среднего квестора. В его обязанности включали: наблюдение за путешественниками и людьми из провинции, которые посещают Константинополь; надзор за нищими; приём жалоб от жильцов; руководство судом столицы. Должность исчезла в XIV веке.